# Корчаковка
Корчако́вка (укр. Корчаківка) — село, Кияницкий сельский совет, Сумский район, Сумская область, Украина.
Код КОАТУУ — 5924785904. Население по переписи 2001 года составляло 293 человека.

## Географическое положение
Село Корчаковка находится в 1 км от правого берега реки Олешня,
между селом Новая Сечь и посёлком Малая Корчаковка (0,5 км).
По селу протекает пересыхающий ручей с запрудой.

## Объекты социальной сферы
- Клуб.